# Quincampoix (Seiche)
Die Quincampoix (im Oberlauf auch: Ruisseau de Pouez) ist ein Fluss in Frankreich, der im Département Ille-et-Vilaine in der Region Bretagne verläuft. Sie entspringt im Gemeindegebiet von Domalain, beim Weiler La Loirie, entwässert generell Richtung Südwest bis West und mündet nach rund 33 Kilometern im Gemeindegebiet von Piré-Chancé als rechter Nebenfluss in die Seiche.

## Orte am Fluss
- Domalain
- Bais
- Moulins
- Piré-sur-Seiche